# 心地よく秘密めいた場所
『心地よく秘密めいた場所』（ここちよくひみつめいたばしょ、A Fine and Private Place ）は、1971年に発表されたエラリー・クイーンの長編推理小説。
エラリー・クイーン（作者と同名の主人公）を探偵役とする一連の作品の中で最後の物語である。

## あらすじ
インポーチュナ産業の経理担当重役のウォレス・ホワイトは、社長ニーノから公金横領を不問にするかわりに、娘バージニアとの結婚を要求され、やむなく承諾する。
そのうえ、結婚から５年すぎるまで、バージニアはニーノが所有する財産に対して財産権を持たず、ニーノが死亡した場合の寡婦産も要求しないことを付随条件で出され、これも受け入れる。
そして月日は流れ、結婚後５年になろうとするとき、ニーノの末弟ジュリオの死体が発見され、ジュリオの兄でニーノにとって次弟であるマルコが疑われる。
９だらけの事件の謎にエラリー・クイーンが挑戦する。

## 主な登場人物
- ニーノ・インポーチュナ - 企業家。数字の９をラッキーナンバーとして縁起を担ぐ。
- ウォレス・ホワイト - インポーチュナ産業の経理担当重役。会社の金を横領している。
- バージニア - ウォレスの娘。
- ピーター・エニス - ニーノの秘書の青年。
- マルコ・インポーチュナ - ニーノの次弟。
- ジュリオ・インポーチュナ - ニーノの末弟。
- エラリー・クイーン - 名探偵の推理小説家。

## 提示される謎
- 見立て殺人（出産）

## 作品の評価
- エラリー・クイーン・ファンクラブ[注 2]会員40名の採点による「クイーン長編ランキング」では、本作品は37位となっている[2]。

## 日本語訳書
- 『心地よく秘密めいた場所』 青田勝訳、早川書房 ハヤカワ・ポケット・ミステリ、1974年
- 『心地よく秘密めいた場所』 青田勝訳、ハヤカワ・ミステリ文庫、1984年。ISBN 4-15-070136-9